# Pseudarthromerus spurius
Genre
Espèce
Pseudarthromerus spurius, unique représentant du genre Pseudarthromerus, est une espèce d'opilions eupnois de la famille des Sclerosomatidae.

## Distribution
Cette espèce est endémique du Sri Lanka .

## Description
La femelle holotype mesure 5,8 mm

## Publication originale
- Karsch, 1892 : « Arachniden von Ceylon und Minikoy, gesammelt von den Herren Doctoren P. und F. Sarasin. » Berliner entomologische Zeitschrift, vol. 36, no 2, p. 267–310 (texte intégral).